# Stylidium carlquistii
Stylidium carlquistii este o specie de plante dicotiledonate din genul Stylidium, familia Stylidiaceae, ordinul Asterales, descrisă de A. Lowrie. Conform Catalogue of Life specia Stylidium carlquistii nu are subspecii cunoscute.